# Différences biologiques entre hommes et femmes

Le dessin de la plaque de Pioneer illustre certains aspects des différences moyennes entre la femme et l'homme.

Les différences biologiques entre hommes et femmes comprennent toutes les fonctionnalités liées à la procréation, notamment les endocriniens (hormonaux) et leurs effets physiologiques et comportementaux, y compris la différenciation des gonades, organes génitaux internes et externes, de la poitrine, de la masse musculaire, de la hauteur et la distribution de la pilosité. L'espèce humaine est celle où le dimorphisme sexuel est le moins marqué au sein des hominidés.

## Tronc commun
Chaque individu d'une espèce voit sa constitution établie sur un tronc commun, auquel s'ajoute sa spécificité sexuelle.
Ce tronc commun est, pour les deux sexes, un nombre identique d'organes dont la fonction est commune : peau, cœur, intestins, foie, cerveau, nombre d'os, de muscles, présence des mêmes hormones mais en quantités différentes, etc., le tout en conformité avec son espèce.

## Différences génétiques
Sur le plan de la génétique :
- l'humain femelle possède une paire de chromosomes sexuels XX ;
- l'humain mâle possède une paire de chromosomes sexuels XY.

Certains rares individus sont munis d'un caryotype sexuel différent :
- syndrome de Turner : XO (phénotype féminin) ;
- syndrome de Klinefelter : XXY (phénotype masculin) ;
- d'autres variations sont plus rares encore (liste à compléter) : XYY, XXX, XXXY, XYYY, XXYY, XXXYY, XXXX, XXXXX ou encore XXYYY (pt), XYYYY (en).

La simple présence du chromosome Y détermine un caryotype masculin mais le phénotype peut être différent à la suite d'une anomalie génétique entrant dans les troubles du développement sexuel (DSD).
Le gène SRY détermine la différenciation des gonades (ovaires ou testicules) et donc la différenciation de phénotypes (féminin ou masculin). Généralement le gène SRY est inhibé sur les individus de caryotype XX et actif sur les individus de caryotype XY. Il peut dans de rares cas subir une anomalie génétique le rendant actif sur des caryotypes XX et inhibé sur des caryotype XY.
Il en résulte des phénotypes en complète contradiction avec leur caryotype, 
- qui peuvent se traduire par des individus de caryotype XY mâle avec une anatomie féminine donc un phénotype féminin.
- qui peuvent se traduire par des individus de caryotype XX femelle avec une anatomie masculine donc un phénotype masculin[2].

Si les deux sexes possèdent globalement le même génome de base, il semblerait que le mode d'expression génique varie considérablement entre les deux sexes. Les chercheurs ont identifié des variations de 6 500 gènes différents exprimés plus dans un sexe que dans l'autre quelque part dans le corps. L'expression des gènes par exemple, pour le potentiel musculaire est plus forte chez les hommes, celle pour le stockage des graisses plus forte chez les femmes. Ils ont également identifié une association significative entre la transcription génique spécifique au sexe et l'efficacité de sélection réduite et l'accumulation de mutations délétères, qui pourraient affecter la prévalence de différents traits et maladies. Les gènes dont l'expression est biaisée chez les femmes sont associés à l'obésité, aux maladies musculaires et à la cardiomyopathie. Les gènes avec une expression biaisée chez les hommes ont également montré un enrichissement dans les voies du métabolisme du glucose, mais les ensembles de gènes différaient, suggérant des voies alternatives dans le métabolisme du glucose entre les hommes et les femmes.

## Différences phénotypiques

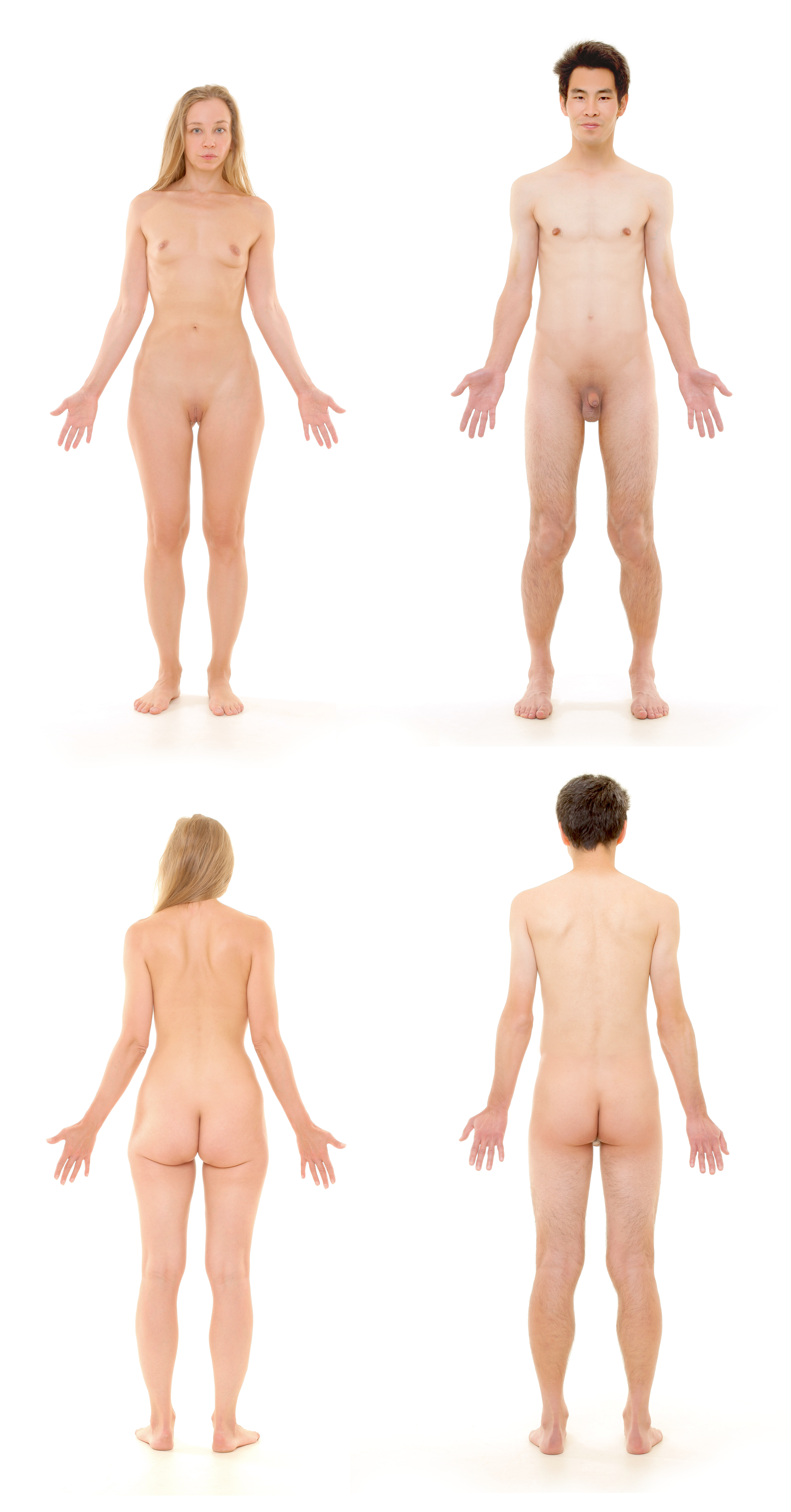
Anatomie féminine et masculine. Noter qu'à l'exception des cheveux, la pilosité de ces modèles a été retirée.

Le phénotype est l'ensemble des caractères anatomiques, morphologiques, physiologiques et éthologiques caractérisant un être vivant donné.

### Différences hormonales
Hommes et femmes produisent tous des hormones autrefois jugées caractéristiques du sexe opposé[réf. nécessaire].
La femme a un taux plus élevé d'œstrogène, une hormone produite par les ovaires qui sont les gonades femelles. L'homme a un taux plus élevé d'androgènes (testostérone) produites par les cellules de Leydig dans les testicules.
Des hormones contribuent au dimorphisme sexuel et à d'autres différences sexuelles[réf. nécessaire]. Ces différences apparaissent à la puberté notamment pour le morphotype, la voix, la sexualité et même le métabolisme, (des lipides notamment, dont les voies de régulation sont influencées par le dimorphisme sexuel et les hormones, faisant que - à conditions nutritionnelles équivalentes - le taux de DHA des lipides circulants est en moyenne plus élevé chez les femmes).

### Différences sexuelles «primaires»
L'appareil génital, indifférencié à la formation de l'œuf après la fécondation, se différencie nettement dès le début de la gestation.
Le sexe féminin dispose d'une vulve dont les parties visibles sont le clitoris, les grandes et les petites lèvres, ainsi que le gland du clitoris. La vulve se prolonge à l'intérieur du corps par le vagin, puis l'utérus qui permet d'enfanter. Le clitoris aussi se prolonge à l'intérieur du corps de la femme, par les piliers du clitoris, le corps caverneux du clitoris et les bulbes du vestibule. Les gonades (les ovaires) sont situées à l'intérieur du ventre, de part et d'autre de l'utérus.
Le sexe masculin dispose extérieurement d'un pénis et de deux bourses, soudées en un scrotum et dans lesquelles descendent les gonades du nourrisson mâle (les testicules). Intérieurement, la prostate participe à l'élaboration du sperme. Contrairement à la femme, les gonades de l'homme sont externes.
Des comparaisons entre le pénis et le clitoris peuvent être faites. Le clitoris est le seul organe du corps humain entièrement consacré à l'orgasme,. Les glands de ces deux organes supportent une grande densité de capteurs de plaisir et jouent ainsi un rôle comparable dans l'excitation et la stimulation sexuelle[réf. nécessaire]. Le gland du clitoris est l'analogue fonctionnel du gland du pénis[réf. nécessaire], et [Quoi ?]le vagin est l'analogue de la partie inférieure du pénis[réf. nécessaire]. Globalement, l'appareil génital féminin est plus volumineux que celui de l'homme[réf. nécessaire].
Alors que l'homme produit chaque jour de grandes quantités de gamètes (spermatozoïdes), la femme commence sa vie sexuelle avec un stock de gamètes (ovules) déjà constitué à la naissance, et en émet, généralement, un seul par cycle menstruel d'environ un mois.

### Différences sexuelles «secondaires»
Les différences sexuelles secondaires apparaissent pendant la puberté[réf. nécessaire].
Alors qu’il n’y a pas de différence de stature entre garçons et filles dans l’enfance, le poids moyen des hommes post-puberté est plus élevé que celui des femmes et la différence de taille entre hommes et femmes est d'environ 10 %.
Chez les femmes, l'index et l'annulaire ont tendance à être de taille plus similaire ou l'index est légèrement plus long que l'annulaire, alors que l'annulaire des hommes a tendance à être plus long.
Chez l'individu de sexe masculin adulte, les épaules s'élargissent et les développements squelettique et musculaire sont plus marqués. Cela conduit à une différence de force physique entre les hommes et les femmes.
Le pénis se développe[réf. nécessaire] et la voix mue, devient généralement plus grave[réf. nécessaire]. La pilosité est souvent plus marquée (poils plus épais et longs) sur la peau, et notamment sur la face (moustache, barbe) ainsi que sur la poitrine, le ventre (autour du nombril), les cuisses et les jambes, ainsi parfois que sur les épaules et le dos[réf. nécessaire]. Les poils masculins sont généralement plus gros, et plus longs sur la face. Alopécie androgénétique, chez 70 % des hommes en moyenne, avec une perte graduelle des cheveux due à l'influence des hormones mâles.
Chez l'individu de sexe féminin, généralement les seins se développent[réf. nécessaire], la distance anogénitale se réduit avec le déplacement de la vulve vers l'anus[réf. nécessaire]. La voix évolue de façon nuancée : la femme conserve des cordes vocales plus petites et donc une voix plus aiguë, bien que certaines femmes aient des voix très graves[pas clair]. En fin d'adolescence, le bassin s'élargit en modifiant l'os coxal et l'articulation de la tête du fémur sur le bassin, devenant anatomiquement adapté à l'accouchement en étant plus large et plus souple, ce qui modifie aussi la démarche[réf. nécessaire]. Le développement des seins s'accentue encore en fin de grossesse.

### Autres différences physiologiques
Ces différences s'observent sur des moyennes globales.
La puberté apparaît plus tôt chez les filles que chez les garçons. De plus, le cerveau des femmes contient plus de substance grise tandis que celui des hommes contient plus de substance blanche . La fonction respiratoire et cardiaque est plus rapide chez les femmes (en lien avec leur taille moindre) . Les femmes ont une ossature plus légère, ont généralement une souplesse plus grande  et une proportion graisseuse plus forte[réf. nécessaire]  (en particulier sous la peau). En conséquence de différences particulières des caractéristiques primaires évoquées, les proportions globales des parties du corps sont différentes chez l'homme et la femme.
Il existe des différences dans la perception et la modulation de la douleur (pouvant être en partie d'origine culturelle et en partie physiologique, en lien avec des hormones gonadiques comme l’estradiol et la testostérone. Ces deux hormones sont respectivement « proalgésiques » (augmentant la douleur) et « hypoalgésiques » (atténuant la douleur). Elles sont actives chez les deux sexes et des « preuves cliniques » laissent penser que la femme « retient mieux les stimuli douloureux, ce qui expliquerait l’incidence plus élevée des douleurs chroniques chez elle »,.
Il a été dit au XIXe siècle, par Paul Pierre Broca par exemple, que le cerveau masculin était plus gros et supposément donc plus performant que le cerveau féminin ; on sait aujourd'hui que le poids du cerveau rapporté à la masse totale est le même pour les hommes et les femmes; les femmes étant plus petites en moyenne, il est normal que leur cerveau soit plus petit.

## Cerveau et système nerveux

### Connectivité cérébrale
Une étude de Ragini Verma effectuée à l'école de médecine de l'université de Pennsylvanie en 2013 constate des différences substantielles dans la connectivité du cerveau entre les garçons et les filles. L'étude a examiné 949 personnes (521 femmes et 428 hommes) d'âges compris entre 8 et 22 ans. Dans l'ensemble, selon l’étude, les cerveaux masculins montrent une meilleure connectivité de l'arrière vers l'avant et à l'intérieur des hémisphères, tandis que les cerveaux féminins montrent plus de connectivité entre les hémisphères droit et gauche du cerveau. Les différences étaient plus prononcées chez les personnes âgées de 14 ans et plus,. En 2014, une étude de Hänggi et al. contredit ces affirmations. Les auteurs, ayant étudié les interconnexions neuronales dans 138 cerveaux de tailles différentes, concluent que les différences de connexions sont liées à la taille du cerveau et sont indépendantes du genre. Le rapport de connectivité interhémisphérique à intrahémisphérique est inversement corrélé à la taille du cerveau. L'hypothèse de l'interconnectivité neuronale en fonction de la taille du cerveau pourrait expliquer des temps de transfert interhémisphérique plus courts et plus symétriques chez les femmes et des preuves empiriques que le traitement visuel et auditif est plus latéralisé chez les hommes. Selon la chercheuse Odile Fillod, cette dernière étude dément ainsi « sévèrement » la première : « tout indique que, comme nombre de différences neuroanatomiques moyennes entre hommes et femmes invoquées avant elle, cette différence disparaît à tailles du cerveau égales et ne correspond à nulle sexuation du psychisme ».
Une étude de 2014 par Satterthwaite et al. utilisant une IRM sur une population adolescente (état de repos fonctionnel connectivité IRM) a trouvé des résultats similaires à l'étude de Verma, avec des hommes dépassant les femmes en moyenne pour les tests cognitifs moteurs, spatiaux et de langage, alors que les femmes dépassaient les hommes en moyenne pour la reconnaissance émotionnelle et les tâches de raisonnement non verbal.
D'autres scientifiques, dont la professeure de science cognitive Gina Rippon, voient dans ces études précédentes des biais méthodiques. Selon elle, la connectivité cérébrale peut changer avec le temps, et la différence observée entre les femmes et les hommes ne provient non pas d'une différence biologique intrinsèque au sexe, mais du conditionnement culturel et social des individus vivant dans une société genrée. 

#### Différences cognitives
De nombreuses études montrent statistiquement des différences cognitives ou cérébrales entre hommes et femmes, mais ces études, très nombreuses, sont contradictoires. Finalement, il semble que les différences d'un individu à l'autre soient plus réelles que des différences entre hommes et femmes, à l'exception, peut-être, des régions du cerveau qui contrôlent les fonctions physiologiques liées à la reproduction, ce dernier point restant à prouver.  
Ainsi, pendant plusieurs décennies, la taille en moyenne plus petite du cerveau des femmes a été utilisée pour tenter de justifier d'un niveau plus faible d'intelligence, sans que la théorie soit appliquée à Einstein, qui disposait pourtant d'un cerveau plus petit que la moyenne.  
Plusieurs méta-analyses anciennes avançaient qu'il n'y a pas de différence de répartition des aires du langage dans le cerveau entre les deux sexes (idée des « femmes plus douées pour le langage que les hommes »), qu'il n'y a pas de base neuronale aux différences de cognition spatiale entre les sexes (idée des « hommes plus doués pour l'orientation »),, que le corps calleux interconnectant les deux hémisphères cérébraux n'est pas plus grand chez les femmes (idée des « femmes douées pour faire plusieurs choses à la fois »).
En contradiction avec ces études, la neurobiologiste Lise Eliot a avancé en 2011 que les différences entre garçons et filles dans l'apprentissage du langage étaient notables : les filles sont plus précoces sur le plan verbal, avance qui diminue beaucoup au cours des premières années du primaire et davantage de garçons que de filles ont des difficultés à apprendre à lire. La différence sexuelle la plus consistante dans la cognition se trouverait dans le domaine de la capacité spatiale, dans laquelle les hommes, en moyenne, surpassent systématiquement les femmes. Cette découverte a été reproduite dans de grands échantillons interculturels. Toutefois, bien que les différences entre les sexes soient robustes, les différences individuelles au sein des sexes expliquent beaucoup plus la variance de la capacité spatiale que les différences entre les sexes. Cette différence entre les sexes ne semble pas pouvoir être expliquée par une différence de testostérone prénatale.
Certains chercheurs estiment que les différences statistiquement observées peuvent être en partie expliquées par des caractéristiques physiques (maturation plus lente des lobes frontaux chez les garçons, effets de la testostérone prénatale) et que ces menues différences initiales seraient amplifiées par l'éducation.

### Explications génétiques et hormonales
(décembre 2022).
Gènes et hormones affectent la formation des cerveaux humains avant la naissance, ainsi que le comportement des individus adultes. Plusieurs gènes qui codent des différences entre les cerveaux masculins et féminins ont été identifiés. Dans le cerveau humain, une différence entre les sexes a été observée dans la transcription de la paire de gènes PCDH11X / Y, une paire unique de l'Homo sapiens.
Les hormones affectent la formation du cerveau humain, ainsi que le développement du cerveau à la puberté. Le corps actuel de la recherche soutient l'idée que les différences entre les sexes dans l'expression neuronale des gènes X et Y contribuent de manière importante à des différences entre les sexes dans les fonctions du cerveau et dans la maladie. Des pressions sélectives d'évolution pourraient causer des différences cérébrales biologiques innées avant même que l'enfant ne soit né. Une étude distincte a été effectuée sur des nourrissons âgés d'une journée pour voir si les nourrissons ont détourné différemment leur attention selon les sexes. Les résultats ont montré qu'il doit y avoir un mécanisme inné qui diffère entre les sexes. Ce mécanisme inné est évolutif dans le sens où les hormones pour les femmes sont simultanément transmises à d'autres femmes, et la même chose avec les hommes,.
La testostérone intervient tôt dans le développement de l'embryon. La première poussée de testostérone démarre six semaines après la conception, pour se terminer avant la fin du second trimestre. Selon la neurobiologiste Lise Eliot, « la brève période de quatre mois, avant la naissance, durant laquelle les fœtus sont exposés à la testostérone, suffit à les masculiniser entre les jambes et, dans une certaine mesure, dans leurs cerveaux embryonnaires. ». Dès le début de la grossesse, les garçons se développent plus vite que les filles. La conséquence de ce développement plus rapide est que les garçons ont au moment de la naissance des crânes plus épais et des cerveaux plus gros que les filles. Cependant, l'importance génétique et hormonale est à nuancer. La chercheuse rappelle que « notre cerveau reste adaptable et malléable » selon le principe de « neuroplasticité ». Ce sont donc de « minuscules différences observables entre garçons et filles à la naissance [qui] peuvent s'amplifier au fil du temps et tout particulièrement sous l'influence des parents, des enseignants, des pairs, et du système culturel au sens large. »[source insuffisante]

## Dimorphisme et évolution
Presque tous les mammifères sont marqués par un dimorphisme sexuel qui donne lieu à des mâles plus grand et plus lourds que les femelles (avec des exceptions comme les hyènes et certains cétacés). Charles Darwin a posé l’hypothèse que ce dimorphisme est plus prononcé pour les espèces polygames : on trouvera un dimorphisme plus marqué chez les espèces où un mâle dominant féconde un nombre important de femelles (ce qui va du mouton au gorille), et moins chez les espèces formant des couples monogames stables (cas de nombreux oiseaux, notamment les corvidés).  L’hypothèse évolutionniste dominante est que les critères selon lesquels les mâles et les femelles ont accès à la reproduction jouent un rôle déterminant dans l’apparition d’un dimorphisme, ce qui implique de s’intéresser à la compétition entre mâles et à la polygynie. À ce titre, le constat que l'espèce humaine a une morphologie d'espèce intermédiaire au sein des hominidés avec un dimorphisme sexuel moins marqué que celui des gorilles, mais davantage que celui des bonobos par exemple ne permet pas de tirer beaucoup de conclusion sur les comportements genrés de l’humanité primitive.

## Santé
Il existe des différences en termes de maladies génétiques et d'épigénétiques[réf. nécessaire]. La femme ayant deux exemplaires du chromosome X alors que l'homme n'en possède qu'un, tout gène déficient porté par le chromosome X ne sera pas compensé chez l'homme par l'autre chromosome X, contrairement à ce qui se produit chez la femme, d'après les règles du mode de transmission récessive liée à l'X.
C'est le cas par exemple avec la mutation du gène F8 du locus q28 qui se traduit par l'hémophilie qui n'est présente que chez les hommes. De même, des gènes récessifs nécessitent chez la femme la présence de ce gène sur les deux chromosomes X, alors que chez l'homme la simple présence sur son unique chromosome X lui fera exprimer ce phénotype[réf. nécessaire]. C'est le cas aussi par exemple du daltonisme qui est ainsi plus fréquent chez l'homme que chez la femme[réf. nécessaire].

## Espérance de vie
Elle diffère in utero, à la naissance et dans la vie selon le sexe, mais pour des raisons qui ne sont qu'en partie biologiques. La part des déterminants socioculturels est encore mal mesurée, et elle pourrait varier selon les groupes culturels et types de société, mais aussi selon le contexte familial et de la grossesse et de l'enfance (qui en contexte de guerre, de catastrophe ou de maltraitance par exemple peuvent modifier l'épigénétique de l'individu),.
Selon l'OMS (2019), essentiellement grâce à un recul très fort de la mortalité infantile (chez les 0 à 5 ans, notamment en zone subsaharienne) le gain moyen d'espérance de vie moyen a été sur la planète de 5 ans et demi en 15 ans (de 2000 à 2016, soit un passage de 66,5 à 72 ans), mais avec des inégalités persistantes entre communautés et pays selon leur niveau de richesse (18 ans de différence entre les pays les plus riches et les plus pauvres). L'espérance de vie en bonne santé à la naissance est à peu près stable pour les pays les plus riches, mais a fortement augmenté dans le monde (passant de 58,5 ans en 2000 à 63,3 ans en 2016). Ces gains sont aussi dus à la lutte contre le paludisme et le sida. Partout, les femmes continuent à avoir ont une espérance de vie plus longue que les hommes. Partout, il existe une différence d’espérance de vie à la naissance selon le sexe : statistiquement parlant, les garçons naissent plus nombreux mais meurent plus tôt. Selon l'OMS en 2019 environ 73 millions de garçons devraient ainsi naître dans le monde, contre 68 millions de filles, mais l'espérance de vie de ces dernières est de 74,2 ans, soit nettement supérieure à celle des hommes (69,8 ans). Les petits garçons sont plus touchés par la mortalité infantile que les filles, avec un ratio qui se rapproche de 1 vers 5 ans. Les fausses couches dues à des anomalies du fœtus sont trois fois plus élevés chez les fœtus masculins que chez les fœtus féminins. Au-delà de 20 ans, la surmortalité masculine par rapport à celle des femmes est due aux différences sociales qui existent entre les deux sexes et rarement aux différences génétiques : les hommes prennent traditionnellement plus de risques (dans le sport, sur la route…) et s'exposent plus souvent que les femmes à la consommation de drogues, d'alcool et de tabac ou à d'autres situations qui entraînent plus souvent la mort. Ainsi rappelle l'OMS en 2019 : sur 40 des causes les plus fréquentes de décès, 33 causes affectent plus hommes que les femmes (ainsi, par exemple en 2016, le risque de mourir entre 30 et 70 ans d'une maladie non transmissible est supérieur de 44% chez les hommes par rapport aux femmes. Cette différence est en partie biologique, et en partie socio-comportementale (les hommes prennent plus de risques, consultent moins et font moins appel au dépistage ; et le taux de mort par suicide en 2016 était de 75% plus élevé chez les hommes par rapport aux femmes ; ils sont aussi beaucoup plus exposés au risque de mort par homicide (quatre fois plus) et par accidents de la route (deux fois plus après 15 ans). On ne sait pas encore exactement dans quelle mesure le biologique (taux de testostérone par exemple) influe sur les risques plus fréquemment pris par les hommes pour leur santé et sécurité (et celle des autres).

#### Articles
- Junien, Claudine, Anne Gabory, et Linda Attig. « Le dimorphisme sexuel au XXIe siècle ». médecine/sciences 28, nᵒ 2 (février 27, 2012): 185‑192.

#### Émissions
- « Cerveau masculin / cerveau féminin : quelles différences ? », sur France Inter, 28 mai 2019.